# Artur Górski (pisarz)
Artur Łukasz Górski (ur. 7 stycznia 1964 w Warszawie) – polski dziennikarz, korespondent wojenny oraz pisarz. Z wykształcenia jest historykiem.
Jego twórczość oscyluje pomiędzy reportażem literackim (zob. niżej: 1993), pastiszem (nieopublikowany Najstarszy z głupich, zrealizowany jako słuchowisko w 1995, także powieść Krok do piekła), literaturą faktu oraz powieścią kryminalną i sensacyjną. W latach 2011–2013 Artur Górski był redaktorem naczelnym magazynu „Focus.Śledczy”, obecnie jest zastępcą redaktora naczelnego „Focusa”.

## Życiorys
W literaturze debiutował w 1987 roku na łamach miesięcznika „Akcent”, gdzie opublikowano fragmenty jego powieści Słońce podziemnych przejść. Kolejna książka jego autorstwa – Z ringu do piekła – została bestsellerem tygodnika „Wprost”. Zaś za powieść Świadek śmierci lustra autor otrzymał wyróżnienie w konkursie literackim wydawnictwa „Uraeus”.
W lutym 2007 roku ukazał się jego pierwszy kryminał – retro Al Capone w Warszawie. Powieść osadzona jest w realiach przedwojennej Warszawy i początkowo była publikowana w odcinkach w najstarszej stołecznej gazecie „Życie Warszawy”. Jej wydanie książkowe otrzymało logo „Zakochaj się w Warszawie” i zostało objęte patronatem warszawskiego Ratusza, który uznał powieść Artura Górskiego za ważną dla promocji miasta. W 2009 roku (nakładem wydawnictwa G+J) ukazała się kolejna część, pod tytułem Al Capone w Berlinie. W 2011 roku Artur Górski wydał kolejne dwie książki: sensacyjną Zemstę Fahrenheita oraz pastisz powieści Dana Browna – Krok do piekła.
W marcu 2012 roku ukazała się na rynku jego kolejna książkowa publikacja – Świat tajnych służb – tym razem będąca literaturą faktu. Rok później do rąk czytelników trafił Gang. Wydana wiosną 2014 roku książka Masa o kobietach polskiej mafii – zapis wielogodzinnych rozmów z najbardziej znanym polskim świadkiem koronnym Jarosławem Sokołowskim, ps. „Masa” – stała się bestsellerem, w tym przez jakiś czas była na pierwszym miejscu zestawienia najlepiej sprzedających się pozycji książkowych w całym 2014 roku, w empik.com. W październiku tego samego roku nastąpiła jej kontynuacja, czyli Masa o pieniądzach polskiej mafii, która także trafiła na listy bestsellerów. Obie pozycje zostały nominowane do dorocznej nagrody Bestsellery Empiku 2014, w kategorii: Literatura faktu. Statuetkę i tytuł Bestselleru Roku 2014, jako najczęściej kupowana w Empikach w swojej kategorii książka, otrzymała pierwsza część cyklu, czyli „Masa o kobietach polskiej mafii”.    
W 2019 został współzałożycielem wydawnictwa Black One Media, z siedzibą w Krakowie.    

## Publikacje książkowe
- 1993: Z ringu do piekła- bestseller według tygodnika „Wprost"* Syn zgwałconej[5]
- 2001: Świadek śmierci lustra[6]
- 2002: Gucci Boys[7]
- 2003: Łowca ciał[8]
- 2006: Magia „Sacro Arsenale[9]
- 2007: Al Capone w Warszawie[10]
- 2008: Al Capone w Berlinie[11]
- 2010: Zdrada Kopernika[12]
- 2011: Zemsta Fahrenheita[13]
- 2011: Krok do piekła[14]
- 2012: Świat tajnych służb[15]
- 2013: Gang[16]
- 2014: Masa o kobietach polskiej mafii[17]
- 2014:  Masa o pieniądzach polskiej mafii[18]
- 2015: Masa o porachunkach polskiej mafii[19]
- 2015: Pięść Dawida. Tajne służby Izraela[20]
- 2015: Masa o bossach polskiej mafii[21]
- 2016: Masa o kilerach polskiej mafii[22]
- 2016: Masa o żołnierzach polskiej mafii[23]
- 2016: Po prostu zabijałem[24]
- 2017: Masa o życiu świadka koronnego[25]
- 2017: Słowikowa i Masa. Twarzą w twarz[26]
- 2018: Masa o procesie polskiej mafii[27]
- 2018: Słowikowa o więzieniach dla kobiet[28]
- 2018: Majami. Zły pies[29]
- 2019: Ruska mafia
- 2022: Za kratami
- 2024: Gangi Izraela[30]

## Audiobooki
- 2014: „Masa o kobietach polskiej mafii” - czytają Artur Górski i Jarosław Sokołowski „Masa"

## Nagroda Wielkiego Kalibru
Artur Górski był jednym z twórców i członkiem kapituły konkursu literackiego: Nagroda Wielkiego Kalibru oraz pomysłodawcą jego nazwy. Coroczne wyróżnienie przyznawane jest od 2004 r. przez Stowarzyszenie Miłośników Kryminału i Sensacji „Trup w szafie” oraz Instytut Książki – za najlepszą polskojęzyczną powieść kryminalną lub sensacyjną wydaną w danym roku.

## Nagrody
- 2015: Bestseller Empiku 2014 w kategorii Literatura Faktu - „Masa o kobietach polskiej mafii”